# Phryxe lubrica
Phryxe lubrica là một loài ruồi trong họ Tachinidae.